# Papinski odbor za povijesne znanosti
Papinski odbor za povijesne znanosti je ured Rimske kurije koji je 7. travnja 1954. osnovao papa Pio XII.
Papa Pio XII. osnovao je ovaj odbor 7. travnja 1954. kao nasljednicu Povjerenstva kardinala za povijesne studije, koju je papa Lav XIII. osnovao 18. kolovoza 1883. apostolskim pismom Saepenumero considerantes. To je povjerenstvo osnovano kako bi doprinijelo razvoju i pravilnoj upotrebi povijesnih znanosti, posebno krajem 19. stoljeća kada su znanstvenicima otvoreni dijelovi vatikanskih povijesnih zapisa, poznatih kao Vatikanski tajni arhiv. Novi odbor osnovan je radi poticanja suradnje s Međunarodnim odborom za povijesne znanosti, čija je konvencija trebala biti održana u Rimu 1955. godine.
Papa Franjo je 14. siječnja 2019. stvorio novu ulogu procjenitelja kao treću vodeću poziciju, nakon predsjednika i tajnika.
Odbor je 2011. godine održao konferenciju posvećenu sv. Katarini Sijenskoj. Godine 2012. obilježena je 1700. obljetnica bitke kod Ponte Milvija konferencijom pod nazivom "Konstantin Veliki. Do korijena Europe". Konferencija iz 2014. razmatrala je nasljeđe pape Pija X. Godine 2017. odbor je sponzorirao trodnevnu konferenciju pod nazivom "Luther: 500 godina kasnije" kako bi ispitao neteološki kontekst podrijetla protestantske reformacije.

## Rukovodstvo

### Predsjednici
- Pio Paschini (1954. – 1962.)
- Michele Maccarrone (1963.–1989.)
- Victor Saxer (1989.–1998.)
- Walter Brandmüller (1998. – 2009.)
- Bernard Ardura (2009. – ...)

### Tajnici
- Michele Maccarrone (1954. – 1963.)
- José Ruysschaert (1963. – 1973.)
- Amato Pietro Frutaz (1973.–1980.)
- Raffaele Farina (1981. – 1989.)
- Vittorino Grossi (1989. – 2002.)
- Cosimo Semeraro (2002. – 2013.)
- Luigi Michele De Palma (2013. – ...)

### Procjenitelji
- Enrico dal Covolo (2019. – ...)